# Mathrice
Vous pouvez aider à l'améliorer ou bien discuter des problèmes sur sa page de discussion.
- Il ne cite pas suffisamment ses sources. Vous pouvez indiquer les passages à sourcer avec {{référence nécessaire}} ou {{Référence souhaitée}}, et inclure les références utiles en les liant aux notes de bas de page. (Marqué depuis janvier 2015)
- Son texte doit être wikifié : il ne correspond pas à la mise en forme Wikipédia (style, typographie, liens internes, liens entre les wikis, etc.). (Marqué depuis décembre 2021)
- Il est à actualiser. Certains passages sont obsolètes ou annoncent des événements désormais passés. (Marqué depuis décembre 2021)

- Archive Wikiwix
- Bing
- Cairn
- DuckDuckGo
- E. Universalis
- Gallica
- Google
- G. Books
- G. News
- G. Scholar
- Persée
- Qwant
- (zh) Baidu
- (ru) Yandex
- (wd) trouver des œuvres sur Wikidata

Pour les articles homonymes, voir Matrice.
Mathrice est un réseau de métier des Administrateurs Système et Réseaux des laboratoires de recherche en mathématiques français, fondé à partir de 2000. Le nom est l'acronyme de Math, Réseau d'Information, de Communication et d’Échange. 

## Historique
Le réseau de métier des Administrateurs Système et Réseaux des laboratoires de recherche en mathématiques français, a été fondé en 1999 par Joël Marchand sous l'impulsion de Christian Peskine, directeur scientifique adjoint responsable des mathématiques au département Mathématiques, Physique, Planète et Univers du CNRS.
Dès le début, l'idée de réseau fonctionne particulièrement bien dans la communauté mathématique, car il génère beaucoup d'initiatives individuelles et collectives. Mathrice travaille avec deux autres structures qui se développent en parallèle : le RNBM, Réseau National des Bibliothèques de Mathématiques qui deviendra un Groupement de Services en même temps que Mathrice, et Mathdoc axé sur la diffusion de la documentation électronique scientifique.
Depuis 2004, Mathrice revêt également un aspect fourniture de services numériques au travers de la plateforme en Ligne pour les Mathématiques. 
Depuis 2004, Mathrice a vu se succéder plusieurs directeurs et directrice : Joël Marchand (2004 - 2008), Philippe Depouilly (2008 - 2012), Jacquelin Charbonnel (2012 - 2016), Laurent Azéma (2016-2021) et Sandrine Layrisse depuis 2021.

## Réseau de métier
Sa finalité est d'animer le réseau des Administrateurs Système et Réseaux des laboratoires de mathématiques et développer leurs interactions. C'est une organisation d'échange et d'entraide pour ses informaticiens, notamment au travers des Journées Mathrice.
Ces rencontres semestrielles permettent aux participants de faire le point sur les tendances technologiques du moment, mutualisant ainsi la veille technologique de chacun. Elles permettent le partage de retours d’expériences, au travers d’exposés variés ou de travaux pratiques. Plus fondamentalement, ces Journées permettent d'œuvrer à l’homogénéisation des systèmes d’information des laboratoires de mathématiques, en maintenant les liens nécessaires à la cohésion de la communauté des informaticiens.

## Groupement De Services CNRS
Mathrice est également le Groupement de Services CNRS qui développe la Plateforme en Ligne pour les Mathématiques, sous tutelle de l'Institut des Sciences Mathématiques et de leurs Interactions (INSMI). Au titre de GDS, Mathrice s'adresse à la communauté française de recherche en mathématiques en opérant l'annuaire de la communauté mathématique française.
Mathrice est organisée en diverses équipes, l'une chargée de l'exploitation des services numériques, une autre chargée du développement opérationnel des services numériques. Parmi les projets, Mathrice développe plus particulièrement le Fast Diskless Deployment Framework et le Portail des Mathématiques.

## Valorisation
Les actions de Mathrice sont visibles à travers des actions nationales de formation : Développement logiciel pour l'administration système et réseau 2012 et Les systèmes d'authentification dans la communauté enseignement supérieur et recherche : étude, mise en œuvre et interfaçage dans un laboratoire de mathématiques en 2014, ainsi qu'à travers plusieurs présentations aux Journées Réseaux :
- Clients légers[6]
- Mathrice, un réseau métier pour les Mathématiques[7], les clients légers quatre ans après[8]
- Déploiement simplifié de stations sans disque avec Faddef[9]
- Mathrice, une communauté, une organisation, un réseau, des projets pour les mathématiques.